# کومان کولیبالی
کومان کولیبالی متولد ۴ ژولای ۱۹۷۰ می‌باشد که از سال ۱۹۹۳ وارد حرفه داوری شد. او در سال ۱۹۹۹ به لیست داوران بین‌المللی اضافه شد و در رقابت جام ملتهای آفریقا و جام جهانی ۲۰۱۰ حضور داشته‌است.

## جام جهانی ۲۰۱۰
او در جام جهانی ۲۰۱۰ تنها بازی تیم‌های آمریکا با اسلوونی را سوت زد او در این بازی اشتباه فاحشی داشت و گل سالم تیم آمریکا را مردود اعلام کرد و این باعث شد نتیجه بازی مساوی ۲-۲ شود.